# Серов, Константин Иванович
Константин Иванович Серо́в (1907—1968) — полковник Советской Армии, участник Великой Отечественной войны, Герой Советского Союза (1945).

## Биография
Константин Серов родился 29 июня 1907 года в селе Марьино (ныне — Юринский район Марий Эл). Окончил семь классов школы. В октябре 1929 года Серов был призван на службу в Рабоче-крестьянскую Красную Армию. В 1932 году он окончил Среднеазиатскую военно-политическую школу, в 1941 году — артиллерийские курсы. С начала Великой Отечественной войны — на её фронтах.
К январю 1945 года подполковник Константин Серов командовал 873-м армейским истребительно-противотанковым артиллерийским полком 33-й армии 1-го Белорусского фронта. Отличился во время освобождения Польши. 14 января 1945 года полк Серова участвовал в прорыве немецкой обороны с Пулавского плацдарма. 23 января 1945 года он успешно спас от окружения 339-ю стрелковую дивизию, отразив пять немецких контратак, нанеся противнику большие потери.
Указом Президиума Верховного Совета СССР от 27 февраля 1945 года за «умелое командование полком, мужество и героизм, проявленные в Висло-Одерской операции», подполковник Константин Серов был удостоен высокого звания Героя Советского Союза с вручением ордена Ленина и медали «Золотая Звезда» за номером 4698.
После окончания войны Серов продолжил службу в Советской Армии. В 1947 году он окончил Высшую артиллерийскую школу. В 1952 году в звании полковника Серов был уволен в запас. Проживал и работал в Волгограде. Умер 29 апреля 1968 года.
Похоронен на Дмитриевском Центральном кладбище г. Волгограда.
Был также награждён двумя орденами Красного Знамени, двумя орденами Отечественной войны 1-й степени, двумя орденами Красной Звезды и рядом медалей.
В честь Серова названы улицы в Волгограде и Марьино, установлен бюст в Марьино.

## Память
- Мемориальная доска в память о Серове установлена Российским военно-историческим обществом на здании Марьинской средней школы Юринского района, где он учился.